# Phyllachora occultans
Phyllachora occultans är en svampart som beskrevs av P.F. Cannon & H.C. Evans 1999. Phyllachora occultans ingår i släktet Phyllachora och familjen Phyllachoraceae.   Inga underarter finns listade i Catalogue of Life.